# Дам (Елдетал)
Дам (њем. Damm) општина је у њемачкој савезној држави Мекленбург-Западна Померанија. Једно је од 76 општинских средишта округа Пархим. Према процјени из 2010. у општини је живјело 531 становника. Посједује регионалну шифру (AGS) 13060012.

## Географски и демографски подаци
Дам се налази у савезној држави Мекленбург-Западна Померанија у округу Пархим. Општина се налази на надморској висини од 42 метра. Површина општине износи 17,9 km². У самом мјесту је, према процјени из 2010. године, живјело 531 становника. Просјечна густина становништва износи 30 становника/km².